# Surt (mythisch wezen)

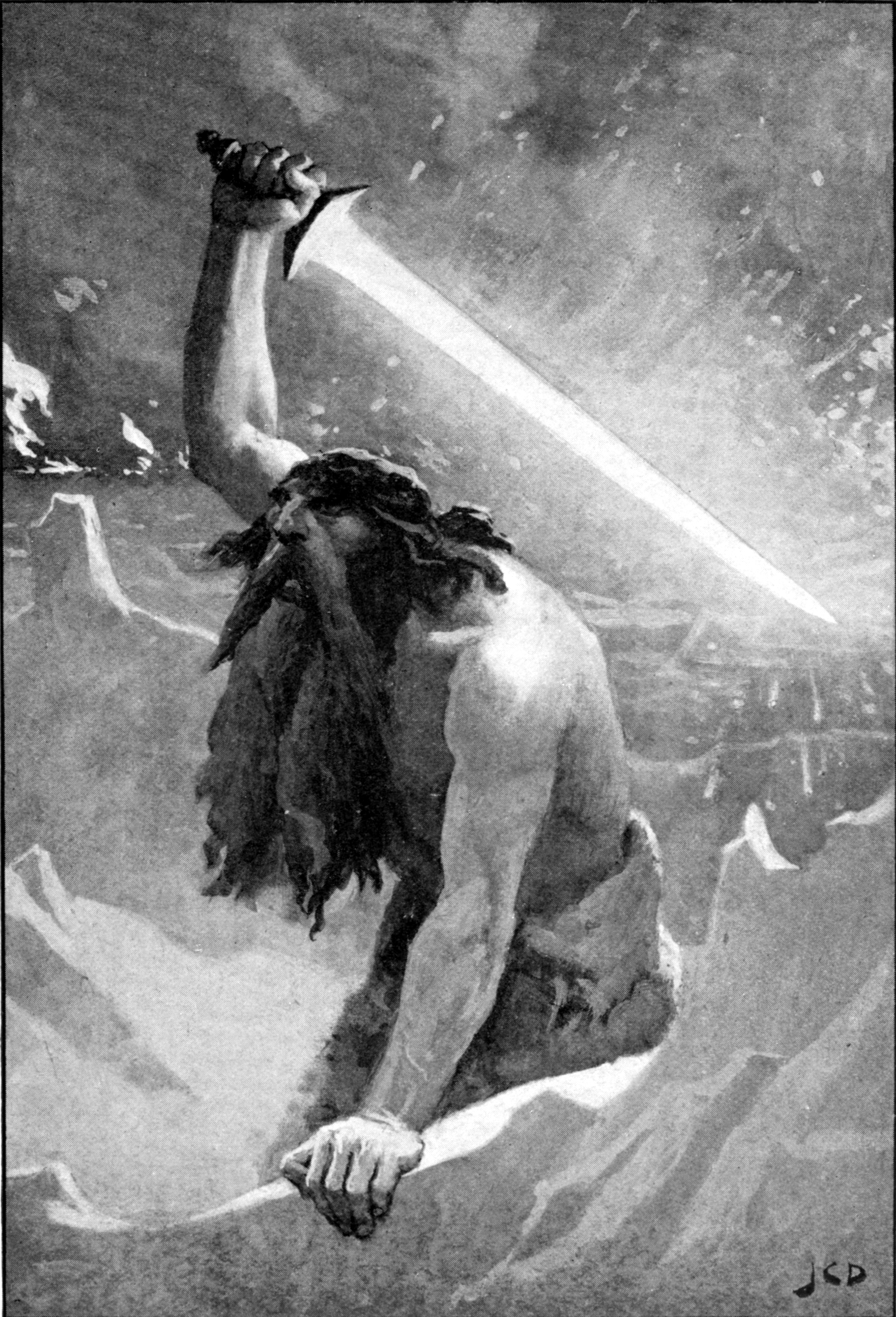
Surt met Surtalogi

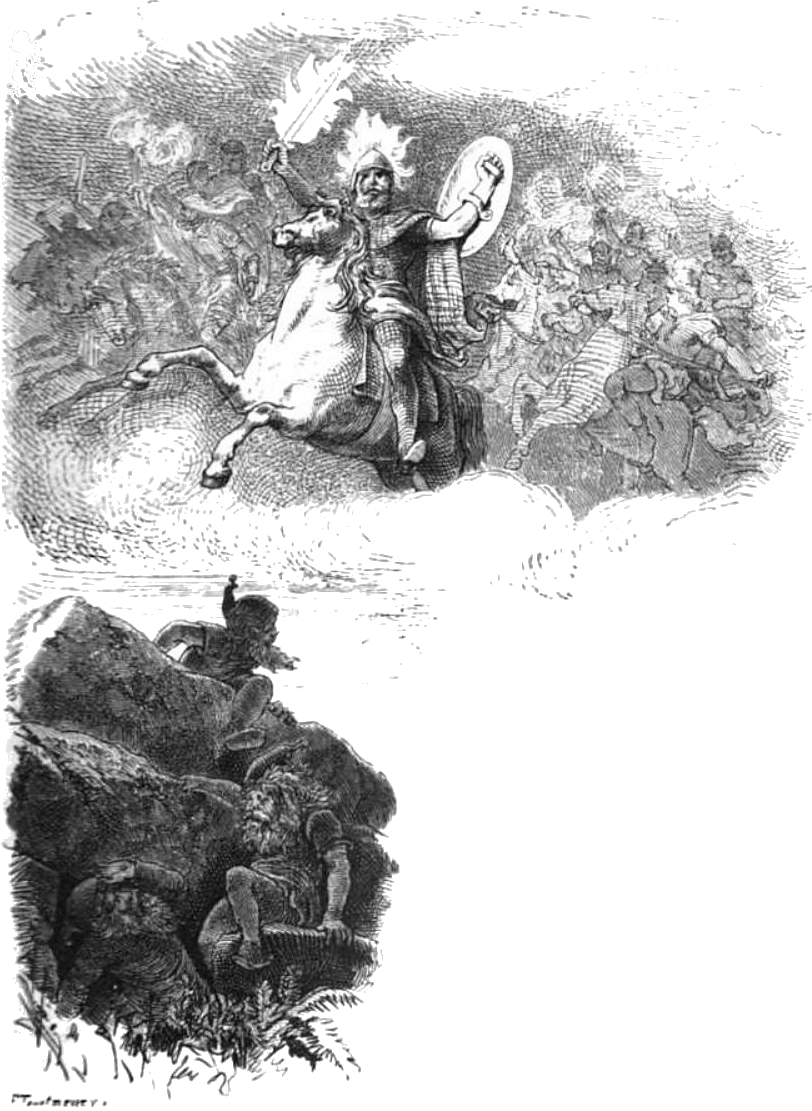
Surt met het vlammend zwaard, Friedrich Wilhelm Engelhard (1882)

Surt (Oudnoords surthr "de zwarte"; ook Surtr, Surtur) is in de Noordse mythologie de vuurreus die in Muspelheim woont. Hij bewaakt de toegang tot deze vuurwereld met het vlammend zwaard Surtalogi, dat later de wereld in vlam zal zetten. Zijn vrouw heet Sinmore. Surt geldt soms als de zoon van Svart en is vijand nummer één van de Asen.
In het Oudnoords scheppingsverhaal wordt Muspel als heerser over Muspelheim genoemd; waarschijnlijk zijn ze identiek. In de Ragnarök scheidt hij met zijn vuurzwaard de brug Bifröst, de verbinding tussen Midgaard en Asgaard. Met de zonen van Muspel (de Surts) steekt hij de wereld in brand, slingert vuur in alle richtingen en vernietigt alle leven (Wereldbrand). Hij doodt dan ook de ongewapende Freyr, god van vruchtbaarheid en leven, in een tweestrijd.
De bekende teksten spreken nooit over zijn origine. Hij schijnt er altijd geweest te zijn. De vlammen daarentegen liggen aan de oorsprong van de schepping, want toen het vuur van Muspelheim de nevels van Niflheim ontmoetten, leverden zij het ontstaan van de hermafrodiete Ymir en de oerkoe Auðumbla.
Naar Surt zijn de lavagrotten Surtshellir op IJsland vernoemd, evenals het door vulkanische activiteit in 1963 tot 1967 ontstane eiland Surtsey ("eiland van Surt").